# Fort Oranje
Le fort Oranje est un ancien petit fort situé au centre de Kralendijk, la principale localité de l'île de Bonaire dans les Caraïbes néerlandaises. Le fort abrite toujours quatre canons historiques.

## Histoire
Fort Oranje a été construit en 1639 par la Compagnie néerlandaise des Indes occidentales. Il servit de structure défensive jusqu'en 1837.
En 1932, une tour a été ajoutée au fort, qui est utilisée comme phare de Kralendijk. Celle-ci a remplacé une structure plus ancienne en bois.
Le fort a été occupé au cours du XXe siècle par divers services publics, dont les services de police ou comme caserne de pompiers. Il est actuellement occupé par les services du Ministère public.